# Wolfgang Dittrich
Wolfgang Dittrich (Neuss, 1962) is een voormalig Duits triatleet. In 1987 werd hij Duits kampioen triatlon op de sprintafstand. Hij werd in 1993 derde op de Ironman Hawaï. Met een tijd van 8:20.13 eindigde hij op een derde plaats achter de Amerikaan Mark Allen (goud; 8:07.45) en Fin Pauli Kiuru (zilver; 8:14.27). Hij was daarmee de eerste Duitser die op het podium stond in Hawaï. 
Hij is getrouwd met triatlete Lesli.

## Titels
- Duits kampioen triatlon op de sprintafstand: 1987

## Belangrijke prestaties

### triatlon
- 1987:  Duitse kampioenschap sprintafstand
- 1989:  Duitse kampioenschap sprintafstand
- 1989: 5e EK olympische afstand in Cascais - 2:04.38
- 1989: 10e Ironman Hawaï - 8:39.56
- 1990: 5e Ironman Europe - 8:35.47
- 1990: 18e Ironman Hawaï - 9:13.18
- 1991: 5e Ironman Hawaï - 8:30.48
- 1992: 4e Ironman Hawaï - 8:23.19
- 1993: 5e Iroman Europe in Roth
- 1993: 4e Triathlon International de Nice
- 1993:  Ironman Hawaï - 8:20.13
- 1994: 4e Iroman Europe in Roth - 8:11.02
- 1996: 37e Ironman Hawaï - 9:06.01
- 1997: 13e Ironman Switzerland - 9:14.42
- 1997: 21e Ironman Hawaï - 9:04.44
- 1998:  Steel Town Man - 8:36.26
- 1998: 6e Strongman All Japan - 9:06.01
- 1998: DNF Ironman Hawaï
- 1999: 14e Ironman Florida - 9:17.19
- 1999: 6e Steel Town Man - 9:12.35
- 1999: 8e Strongman All Japan . 9:06.01
- 2000:  Steel Town Man - 4:10.44
- 2000: DNF Ironman Florida
- 2000: 9e Strongman All Japan - 8:08:00
- 2002: 5430 Half Ironman
- 2005: 89e Ironman Austria - 9:34.53